# Chen Yueling
Chen Yueling, Chinees:陈跃玲, (provincie Liaoning, 24 december 1969) is een snelwandelaarster afkomstig uit China, die sinds 2000 uitkomt voor de Verenigde Staten.

## Biografie
Haar grootste succes behaalde Chen bij de Olympische Spelen van 1992 in Barcelona, waar de 10 km snelwandelen bij de vrouwen voor het eerst op het programma stond. Zij won de titel en versloeg er Jelena Nikolajeva (GOS, zilver) en haar landgenote Li Chunxiu (brons). Pas een kwartier na de finish wist Chen dat ze gewonnen had, omdat de voor haar gefinishte Alina Ivanova was gediskwalificeerd. Zij was daarmee de eerste Chinese, zelfs Aziatische, olympische atletiekkampioene.
In 1989 was zij ook al Aziatisch kampioene op de 10.000 m snelwandelen geworden. Zij verliet China in 1993, met goedvinden van de autoriteiten, en vertrok naar de Verenigde Staten, voor welk land zij deelnam aan de Olympische Spelen van 2000 in Sydney, waar ze 38e werd op de 20 km snelwandelen.
Chen Yueling brak op 24 oktober 1987 in Zhengzhou het wereldrecord op de 10.000 m snelwandelen met 43.52,1.

## Titels
- Olympisch kampioene 10 km snelwandelen - 1992
- Aziatisch kampioene 10.000 m snelwandelen - 1989
- Chinees kampioene 5000 m snelwandelen - 1989, 1991
- Chinees kampioene 10 km snelwandelen - 1987, 1989, 1991, 1992

## Persoonlijke records
Outdoor
| Onderdeel             | Prestatie       | Datum           | Plaats     |
| --------------------- | --------------- | --------------- | ---------- |
| 10.000 m snelwandelen | 43.52,1 (ex-WR) | 24 oktober 1987 | Zhengzhou  |
| 10 km snelwandelen    | 44.11           | 20 april 1996   | Tokio      |
| 20 km snelwandelen    | 1:33.40         | 16 juli 2000    | Sacramento |

## Palmares

### 10.000 m snelwandelen
- 1989:  Aziatische kamp. - 48.59,86

### 10 km snelwandelen
- 1989: 5e Wereldbeker
- 1990:  Aziatische spelen - 44.47
- 1991:  Universiade - 44.33
- 1991: 8e WK - 44.11
- 1992:  OS - 44.32

### 20 km snelwandelen
- 2000: 38e OS - 1:39.36

1992: Chen Yueling ·
1996: Jelena Nikolajeva